# Širvintos
Širvintos  ( escoltar (?·pàg.)) és la ciutat administrativa del districte municipal de Širvintos (Lituània). La paraula Širvintos és el plural del nom del riu Širvinta, que travessa la ciutat.